# Harold Weber
Harold "Harry" Weber (Toledo, Ohio, 20 de març de 1882 - Littleton, Nou Hampshire, 7 de novembre de 1933) va ser un golfista estatunidenc que va competir a principis del segle xx. Va ser un dels millors golfistes aficionats d'Ohio del primer quart de segle xx, amb quatre victòries al Campionat Estatal amateur, el 1907, 1912, 1920 i 1921.
El 1904 va prendre part en els Jocs Olímpics de Saint Louis, on guanyà la medalla de bronze en la prova per equips del programa de golf, com a membre de l'equip United States Golf Association. En la prova individual quedà eliminat en els setzens de final.